# Jules Worms
Jean Jules Worms, född den 16 december 1832 i Paris, död där den 25 november 1924, var en fransk genremålare.
Worms, som var elev av Jean-Adolphe Lafosse, vann ett berömt namn som framställare av samtida genrebilder, skarpsinnigt iakttagna och förträffligt komponerade. Ur folklivet i Spanien hämtade han särskilt ypperliga, ibland av mycken humor utmärkta motiv, vilka han behandlade i olja eller akvarell samt även i teckningar till tidskrifter. Bland hans mera kända arbeten märks: Visan på modet (i Luxembourgmuseet, motiv från direktoriets tid), Spansk kapplöpning, Bal i Granada, Boskapsförsäljare med flera.